# Affärspress
Affärspress är publikationer (tidskrifter och så vidare) som behandlar aktuella affärer, investeringar och näringsliv.

## På svenska
Lista över affärspublikationer på svenska sorterat efter utgivare i alfabetisk ordning

### 3i Nordic plc
- Private equity magazine (Halvårsvis)

### Bonnier AB
- Dagens Industri (Daglig)
- Veckans Affärer (Veckovis)

### Talentum
- Affärsvärlden (Veckovis)

## På engelska
Lista över affärspublikationer på engelska (sorterade efter utgivare i alfabetisk ordning)

### Booz Allen Hamilton Inc.
- Strategy + Business magazine (Upplaga: kvartalsvis. 1 års pren: $38.00)

### Daily Mail & General Trust (Associated Newspapers, Euromoney Plc)
- Institutional Investor (Månadsvis)
- Euromoney magazine (Upplaga: månadsvis. 1 års pren: £297)

### Dow Jones
- Wall Street Journal (Daglig)
- Barron's (Veckovis)

### Forbes Inc.
- Forbes Magazine (Veckovis)

### Harvard Business School Publishing Corporation
- Harvard Business Review

### Pearson plc
- Financial Times (daglig)

### SourceMedia, Inc.
- Investment Dealers' Digest

### Thomson Financial Limited
- International Financing Review

### Time Warner
- Fortune Magazine (Veckovis)
- Business 2.0 (Veckovis)

### United Business Media
- Property Week (Veckovis - Upplaga: 30 000)

## Affärs-TV

### Svenska
Handelsbanken
- EFN

#### Bonnier AB
- Di TV

### Engelska

#### Bloomberg LP
- Bloomberg Television

#### NBC Universal
- CNBC